# Liste des châteaux de Paris
Cet article recense les châteaux de Paris, en France.

## Liste

### Châteaux subsistants
| Château              | Arrondis.              | Protection                                                                          | Notes | Coordonnées                 | Illustration |
| -------------------- | ---------------------- | ----------------------------------------------------------------------------------- | --- | --------------------------- | ------------ |
| Château de Bagatelle | 16e (Bois de Boulogne) | Classé MH (1978) · Notice no PA00086708                                             | 1777, Pavillon de Bagatelle | 48° 52′ 19″ N, 2° 14′ 49″ E |              |
| Château de Bagnolet  | 20e                    | Inscrit MH (1928) · Notice no PA00086783                                            | 1734, détruit en majeure partie, le seul vestige subsistant étant le pavillon de l'Ermitage                                                   | 48° 51′ 43″ N, 2° 24′ 22″ E |              |
| Conciergerie         | 1er                    | Classé MH (1862) · Notice no PA00085991                                             | XIIIe et XVIe siècles, incluse dans l'actuel palais de justice                                                                                | 48° 51′ 22″ N, 2° 20′ 46″ E |              |
| Palais de l'Élysée   | 8e                     | Classé MH (1916) · Notice no PA00088876                                             | XVIIIe siècle, hôtel particulier, palais national                                                                                             | 48° 52′ 12″ N, 2° 19′ 00″ E |              |
| Palais du Louvre     | 1er                    | Classé MH (1888, 1889, 1914) · Notice no PA00085992                                 | XIIe et XVIe siècles, XVIIe et XIXe siècles, abrite le musée du Louvre                                                                        | 48° 51′ 40″ N, 2° 20′ 10″ E |              |
| Palais du Luxembourg | 6e                     | Classé MH (1848, 1862) · Notice no PA00088653                                       | XVIIe et XIXe siècles, siège du Sénat | 48° 50′ 53″ N, 2° 20′ 13″ E |              |
| Château de la Muette | 16e                    |                                                                                     | Siège de l'OCDE (OECD). A succédé à un château construit vers 1890 situé 200 mètres au sud détruit vers 1920 (voir dans la section suivante). | 48° 51′ 40″ N, 2° 16′ 08″ E |              |
| Palais-Royal         | 1er                    | Classé MH (1994) · Notice no PA00085993 · Jardin remarquable · Notice no JAR0000198 | XVIIe et XIXe siècles, siège du Conseil d'État, du Conseil constitutionnel et du ministère de la Culture                                      | 48° 51′ 50″ N, 2° 20′ 17″ E |              |
| Château des Ternes   | 17e                    | Inscrit MH (1949) · Notice no PA00086719                                            | XVIIIe et XIXe siècles, | 48° 52′ 51″ N, 2° 17′ 35″ E |              |

### Châteaux détruits
| Château                                            | Arrondis.                   | Protection                                                          | Notes | Coordonnées                 | Illustration |
| -------------------------------------------------- | --------------------------- | ------------------------------------------------------------------- | --- | --------------------------- | ------------ |
| Bastille                                           | 4e, 11e, 12e                | « Photo », notice no AP1FS01498                                     | Détruit en 1789 | 48° 51′ 11″ N, 2° 22′ 08″ E |              |
| Château de Boulainvilliers                         | 16e                         |                                                                     | Détruit en 1826 pour lotissement avec son parc : création du quartier de Boulainvilliers.                                  |                             |              |
| Château de Chaillot                                | 16e                         |                                                                     | Acheté en 1651 par les Visitandines de Chaillot. Détruit par une explosion en 1794                                         | 48° 51′ 39″ N, 2° 17′ 13″ E |              |
| Château Charolais                                  | 9e                          |                                                                     | Rasé en 1842 par le propriétaire du terrain                                                                                | 48° 52′ 42″ N, 2° 20′ 49″ E |              |
| Grand Châtelet                                     | 1er                         | « Photo », notice no APMH00083532                                   | Moyen Âge, démoli au début du xixe siècle                                                                                  | 48° 51′ 27″ N, 2° 20′ 50″ E |              |
| Château de Grenelle                                | 15e                         |                                                                     | Détruit par une explosion en 1794                                                                                          | 48° 51′ 06″ N, 2° 17′ 42″ E |              |
| Château du Louvre                                  | 1er                         | « Photo », notice no APMNLG0021V « Photo », notice no APMNLG0022V   | Détruit au XVIe et XVIIe siècles                                                                                           | 48° 51′ 37″ N, 2° 20′ 17″ E |              |
| Château de Madrid                                  | 16e (bois de Boulogne)      | « Photo », notice no APMH00083620 « Photo », notice no AP78N00316   | Détruit à la fin du XVIIIe siècle ; s'étendait sur l'actuelle commune de Neuilly-sur-Seine                                 | 48° 52′ 26″ N, 2° 15′ 18″ E |              |
| Château du Maine                                   | 14e (quartier de Plaisance) |                                                                     | Détruit en 1898 | 48° 50′ 02″ N, 2° 19′ 16″ E |              |
| Château de Ménilmontant (Château de Saint-Fargeau) | 19e, 20e et Les Lilas       |                                                                     | Détruit à la fin du XIXe siècle ; son parc s'étendait entre les environs des stations de métro Saint Fargeau et Télégraphe | 48° 52′ 15″ N, 2° 24′ 03″ E |              |
| Château des Porcherons                             | 9e                          |                                                                     | Détruit, le seul vestige subsistant est la fontaine du Coq                                                                 | 48° 52′ 30″ N, 2° 19′ 48″ E |              |
| Château de Reuilly                                 | 12e                         |                                                                     | Détruit |                             |              |
| Château Rouge                                      | 18e                         |                                                                     | Détruit | 48° 53′ 14″ N, 2° 20′ 58″ E |              |
| Prieuré hospitalier du Temple                      | 3e                          |                                                                     | Commanderie templière puis hospitalière ; détruite entre les XVIe et XIXe siècles                                          | 48° 51′ 52″ N, 2° 21′ 39″ E |              |
| Château de la Tournelle                            | 5e                          |                                                                     | Détruit en 1792 | 48° 51′ 00″ N, 2° 21′ 18″ E |              |
| Château de la Tuilerie                             | 16e                         |                                                                     | Détruit en 1927 pour lotissement avec son parc : création du quartier autour de la place Rodin.                            | 48° 51′ 12″ N, 2° 16′ 15″ E |              |
| Palais des Tuileries                               | 1er                         | « Photo », notice no APMH00006649 « Photo », notice no APMH00071062 | Détruit par incendie en 1871 lors de la Commune de Paris ; rasé en 1883                                                    | 48° 51′ 43″ N, 2° 19′ 52″ E |              |